# Palazzo Giffone

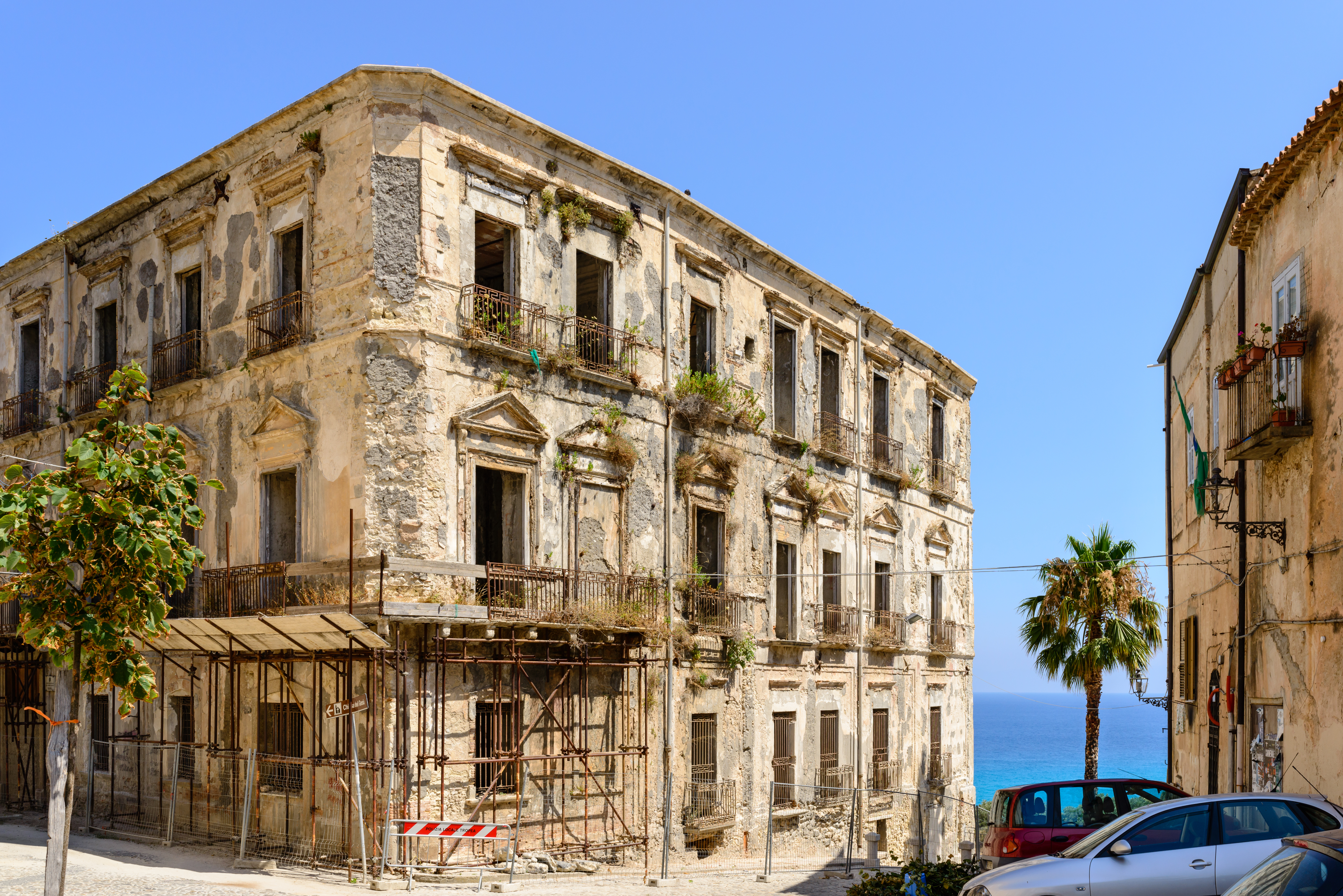
Palazzo Giffone in Tropea

Der Palazzo Giffone ist ein klassizistischer Palast aus dem 18. Jahrhundert im historischen Zentrum von Tropea in der italienischen Region Kalabrien. Er liegt am Largo Municipio, 8.

## Geschichte

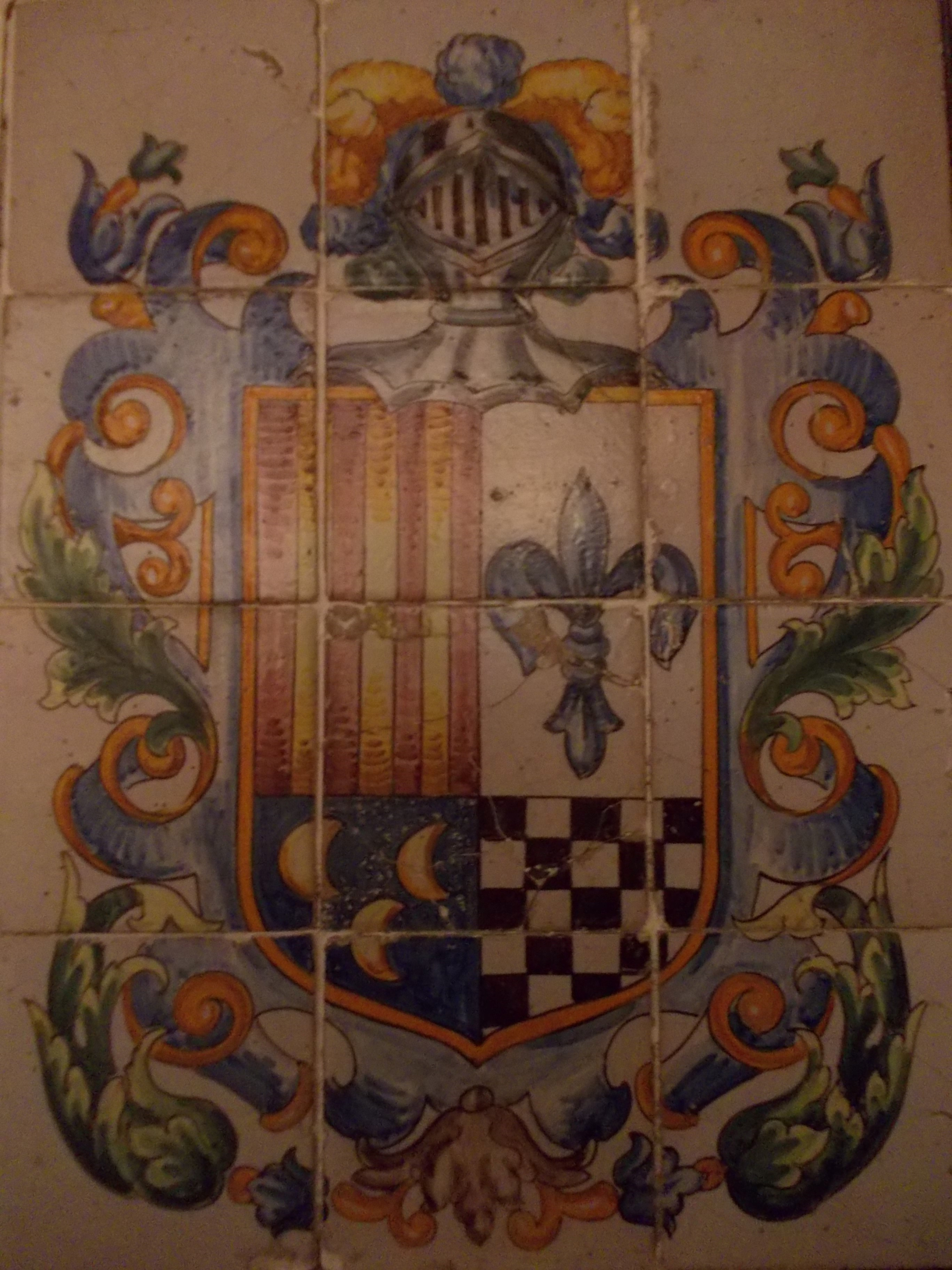
Wappen der Familie Giffone d’Aragona d’Alba

Der Palast wurde in der ersten Hälfte des 19. Jahrhunderts errichtet und gehörte einst der Familie Giffone, befindet sich aber heute in staatlicher Hand.
An dem Gebäude werden seit Jahren Restaurierungsarbeiten durchgeführt, deren Ende sich aber nicht absehen lässt. 2019 erklärte der Bürgermeister von Tropea, dass es eine seiner Prioritäten sei, den ruinösen Palast in ein Hotel umbauen zu lassen.

## Beschreibung
Das dreistöckige Gebäude in klassizistischem Stil hat in allen Stockwerken rechteckige Fenster, im ersten Obergeschoss mit dreieckigen Tympana darüber. Die Fenstertüren in den oberen Stockwerken haben kleine Balkone mit einfachen Eisengeländern. An der Südecke ist im ersten Obergeschoss stattdessen ein großer Eckbalkon angebracht. Die einzelnen Stockwerke sind durch Gesimse getrennt.
Im Inneren befindet sich ein Empfangssalon mit Tonnengewölbe. Vom Innenhof führt eine gerade Treppe zu den oberen Stockwerken.
Der Palast befindet sich im Zustand fortgeschrittenen Verfalls.